# Xã Altona, Quận Pipestone, Minnesota
Xã Altona (tiếng Anh: Altona Township) là một xã thuộc quận Pipestone, tiểu bang Minnesota, Hoa Kỳ. Năm 2010, dân số của xã này là 153 người.